# Gismonda

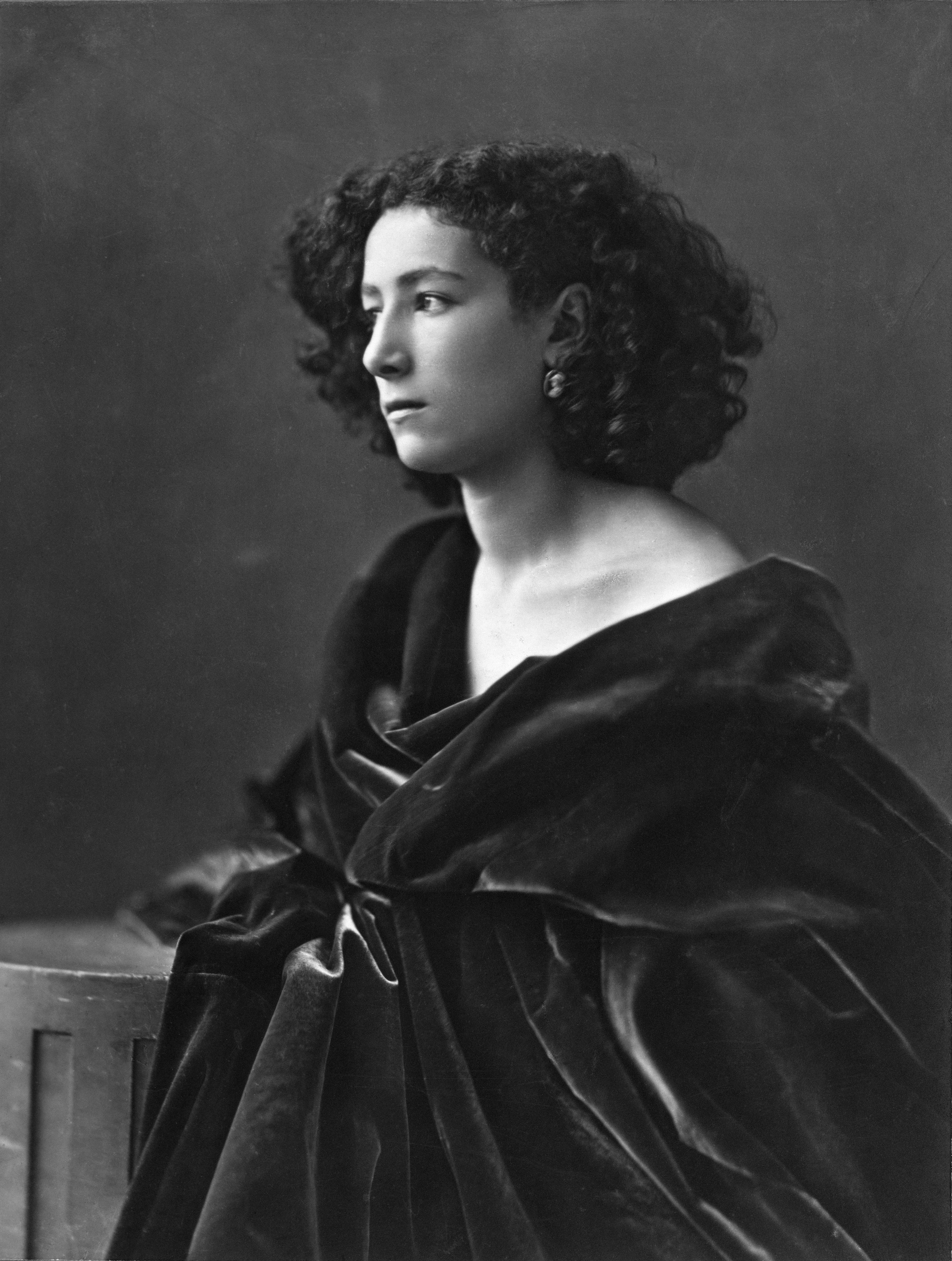
Sarah Bernhardtová

Gismonda je čtyřaktové melodrama od Victoriena Sardoua, jehož děj se odehrává v Řecku. Premiéra se konala 31. října 1894  v divadle Théâtre de la Renaissance. Roku 1918 byl podle hry natočen nyní ztracený film Love's Conquest. V letech 1918 až 1919 vznikla na základdě hry opera Gismonda, kterou složil Henry Février.

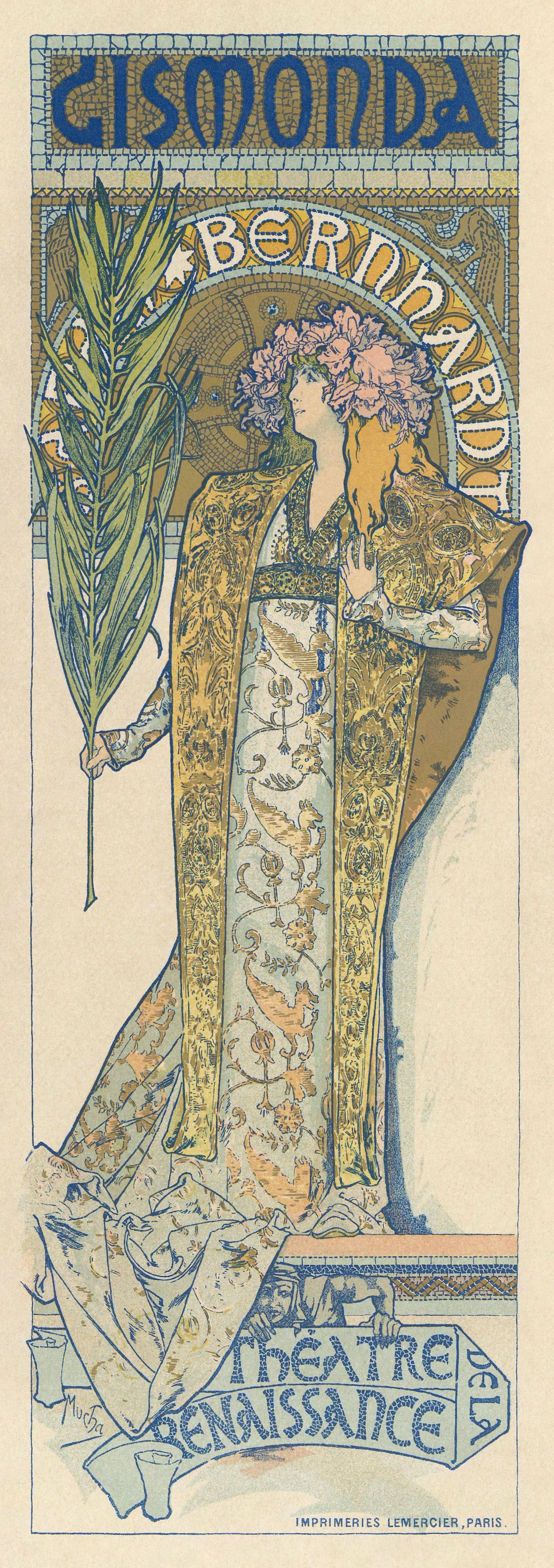
A. Mucha: Gismonda, 1894

Známým se stal i plakát, který vytvořil Alfons Mucha v roce 1894. Zobrazuje hlavní postavu hry, Sarah Bernhardtovou, a díky němu se Muchovi podařilo prorazit ve Francii a dalších šest let spolupracovat s Bernhardovou jako její hlavní výtvarník. Mucha na něm herečku zobrazil jako exotickou byzantskou aristokratku v honosné róbě, s palmovým listem v ruce a s věncem z orchidejí na hlavě, jak hlavní postava vystupuje v závěru divadelní hry. Plakát byl 74.2 centimetrů široký a 216 cm vysoký.